# جوزيه إنش
جوزيه إنش José Ensch (ولد في 7 أكتوبر 1942 في مدينة لوكسمبورغ – ومات فيها في 4 فبراير 2008) هي شاعرة لوكسمبورغية، تميز شعرها بالعذوبة والطلاقة والوضوح. لها عدة دواوين شعرية تتنوع موضوعاتها من الطبيعة إلى الحب إلى التاريخ. وقد فازت بجائزة سيرفيه عام 1998 عن كتابها «داخل أقفاص الريح». وقد كتبت معظم أعمالها باللغة الفرنسية.